# 驚異の旅
驚異の旅（仏：Voyages extraordinaires）はフランスの小説家、ジュール・ヴェルヌの叢書。62の長編と19の短編で構成されており、ピエール＝ジュール・エッツェルの出版社 "J.Hetzel & Cie." と、"エディシオン・アシェット"から1866年から1919年にかけて刊行された。
1905年にヴェルヌが没したのちは息子のミシェル・ヴェルヌが関わった作品も加わり、1866年以前に発表された3作品（「気球に乗って五週間」、「地球から月へ」、「地底旅行」）も遡ってシリーズに組み入れられた。

## テーマ
本叢書の編集者であるピエール＝ジュール・エッツェルは、第1作「ハテラス船長の冒険」第1部のノートに『驚異の旅』の構想について以下のように書いている。

既知と未知の世界を通る驚異の旅、その目的は、現代科学によって蓄積されたすべての地理的、地質学的、物理的および天文学的知識を要約し、それ自体がもつ魅力的な形で宇宙の歴史を作り直すことです。
この並はずれた旅は科学の実用目的での適用と、フランスの教育における基本的な道具としてエッツェルによって提示された。

後年のインタビューで、ジュール・ヴェルヌはエッツェルの野心的な任務が彼が小説を執筆するにあたってのテーマとなったと断言した。

私が死ぬまでに世界の表面と天国の探査を物語の形で完結させることが私の意図です。私の考えが行き渡っていない世界がまだ残っています。ご存知のように、私は月を採り上げましたが、まだまだやるべきことがたくさんあります。健康と体力が許す限り仕事をやり遂げたいと思っています。
さらに、ヴェルヌは自分が作り出すものが科学よりも文学のカテゴリに近いことを明らかにし、「私は決して科学者のふりをしていない。」としたうえで、別のインタビューでこう述べた。

私の目的は、地球だけでなく宇宙を描くことでした。そして同時に、スタイルの美しさという非常に高い理想を実現しようと試みました。冒険小説にはどんなスタイルもあり得ないと言われていますが、それは真実ではありません。私はそのような小説を、今日流行している人格の研究よりも優れた文学として書くことが困難であることを認めます。
これらの作品におけるヴェルヌの細部にわたる気配りと科学的な知識はその探究心も相まって物語の骨子となっている。彼の小説が大衆に広くアピールした理由の一つは、読者が地学、地理学、天文学、古生物学、海洋学などの知識を本当に学ぶことができたという実感を得たことにあった。彼が書くところの世界のエキゾチックな場所と文化、歴史と冒険をめぐる膨大な情報を含んだ小説は、エドワード・メンデルソン（Edward Mendelson）が呼ぶところの百科事典小説（Encyclopedic novel）の要素を具えている。

## 出版
エッツェルが『驚異の旅』のために考案したシステムでは、ヴェルヌの個々の小説がいくつかの異なる形式で連続して出版された。これにより、4つの異なる版が作成された。ブックデザインは、その多くがジャン・エンゲルによるもので、『驚異の旅』はフランスの造本技術（ルリユール・アンデュストリエル）が生み出した傑作と見なされている。
- エディシオン・プレ＝オリジナル（Éditions pré-originales - プレ＝オリジナル版）：定期刊行物、通常はエッツェルが発行人を務めた「教育娯楽雑誌」への隔週連載。エドゥアール・リウー、レオン・ベネット、ジョルジュ・ルーなどによるイラスト入り。
- エディシオン・オリジナル（Éditions originales - オリジナル版）：少数のイラストが入った18moの判型（102mm×165mm）による書籍版。または少し大きめの12moの判型（127mm×187mm）の書籍版もここに含まれる（連載から抜粋された少数のイラスト入り）。
- カルトネージュ・ドレ・エ・コロール（Cartonnages dorés et colorés - 金彩彩色カルトン装）：豪華に装飾された表紙付きの八折り判（153mm×228mm）。クロモタイポグラフィで印刷され、クリスマスと新年祝い（エトレンヌ）の市場向けにデザインされたこのデラックス・エディションは、連載時に掲載されたイラストのほとんどまたはすべてが含まれる。

豪華挿絵版表紙
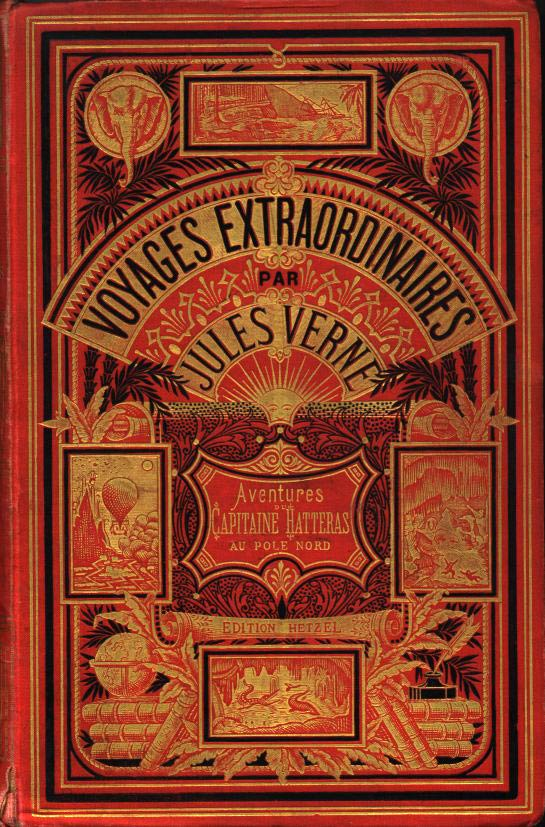
ハテラス船長の冒険
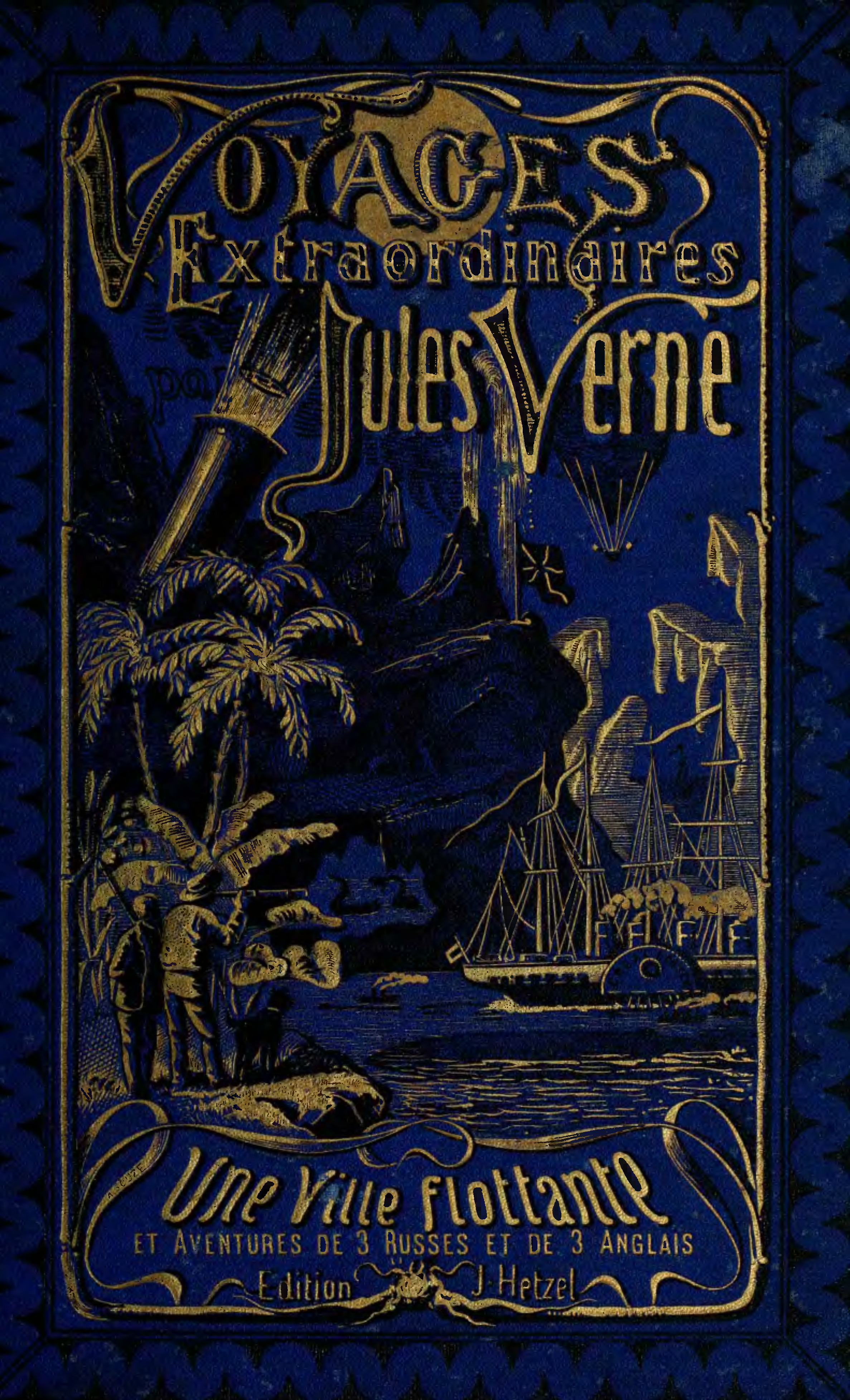
洋上都市
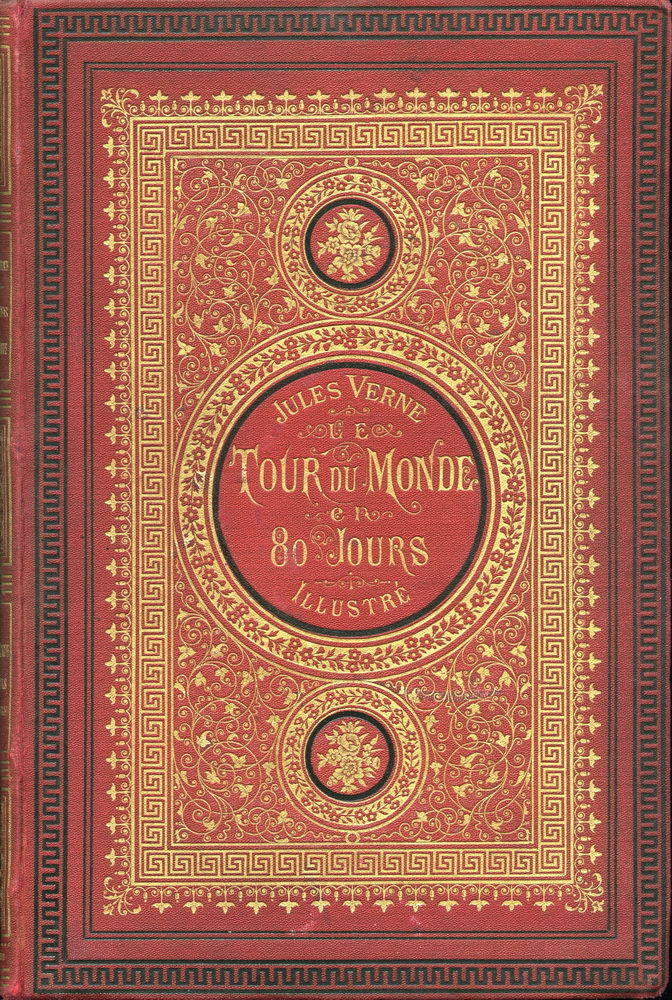
八十日間世界一周
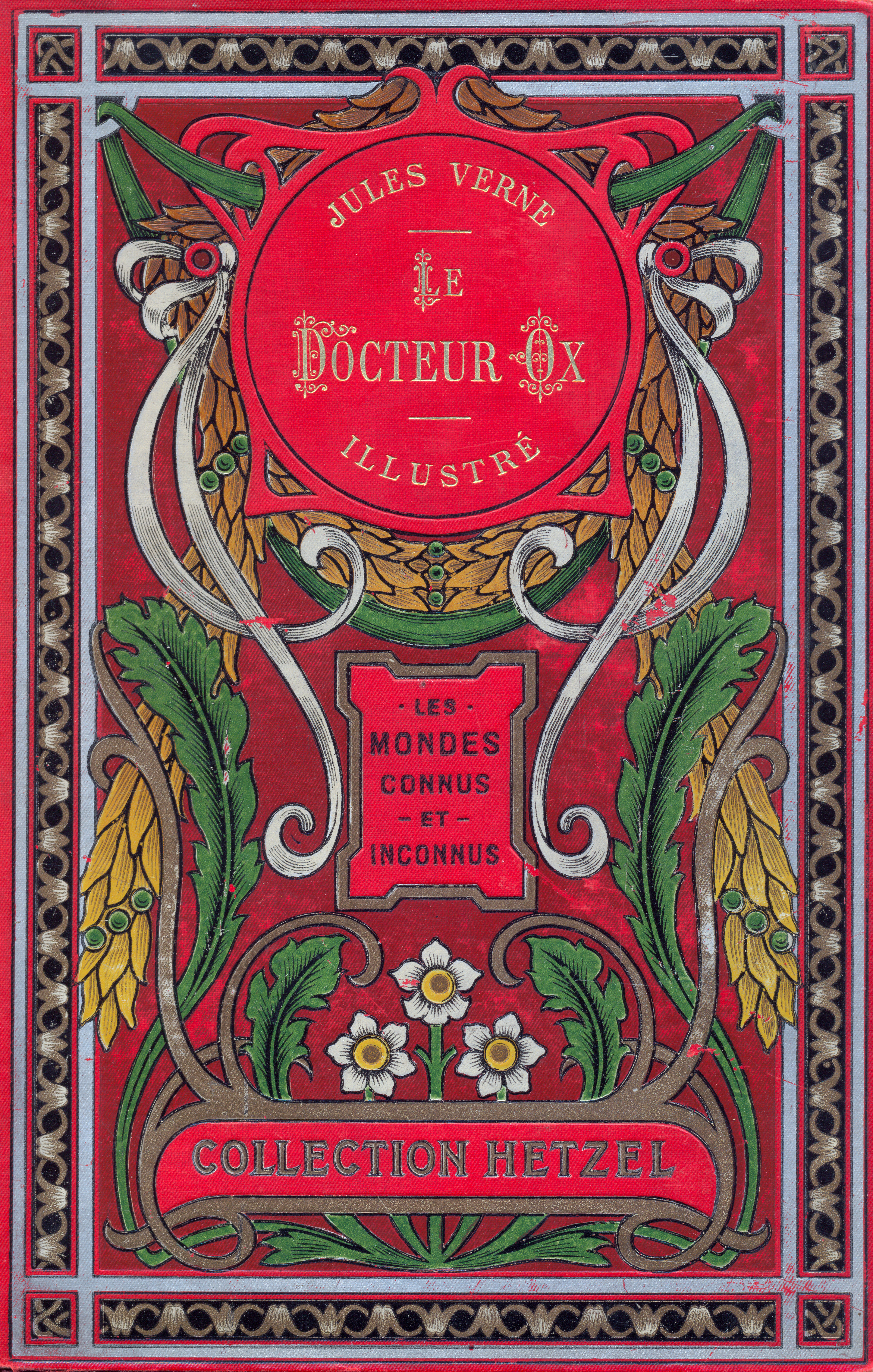
オクス博士
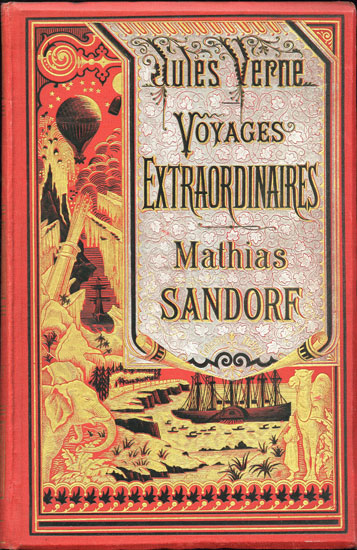
アドリア海の復讐
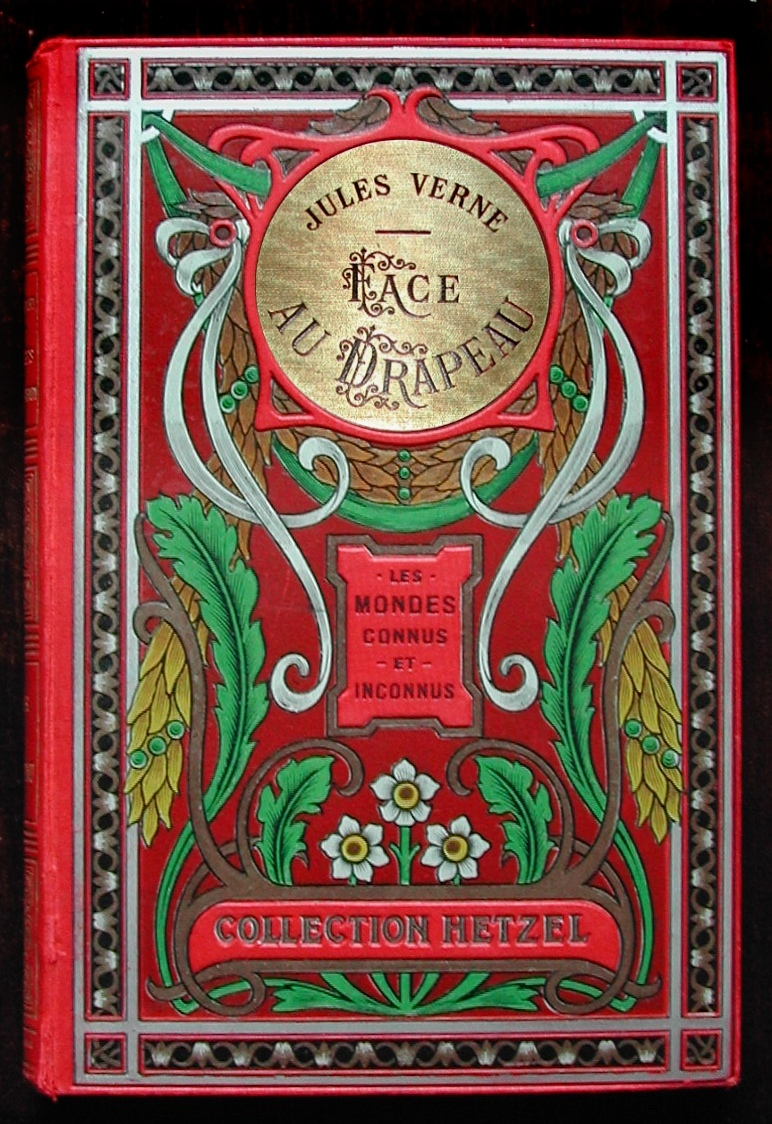
悪魔の発明
- 世界の支配者
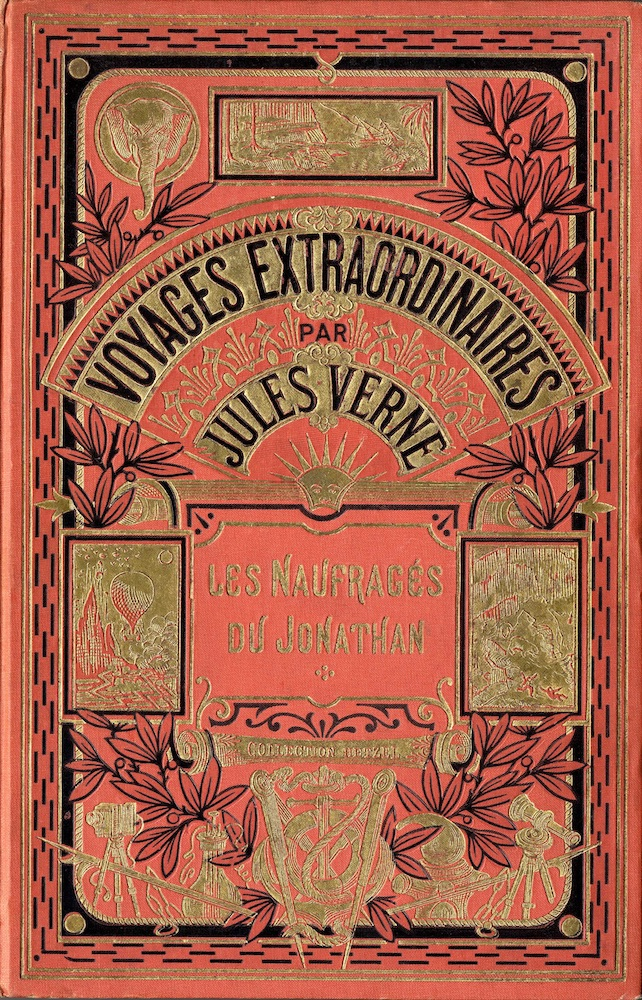
ジョナサン号の難破者達

## 出版リスト

### タイトル
- 『気球に乗って五週間』（初出は1863年）
- 『ハテラス船長の冒険』 1866年（初出は1864年）2分冊
- 『地底旅行』（初出は1864年）
- 『地球から月へ』（初出は1865年）
- 『グラント船長の子供たち』 1867年-1868年、3分冊
- 『海底二万里』 1869年-1870年、2分冊
- 『月世界旅行』 1870年
- 『洋上都市』 1871年
  - 「封鎖破り」 1865年、前の巻に併録
  - 「南アフリカでの3人のロシア人と3人のイギリス人の冒険」 1872年、前の巻に併録
- 『毛皮の国』 1873年、2分冊
- 『八十日間世界一周』 1873年
- 『オクス博士』 1874年（短編集、収録作は以下の5作）
  - 「オクス博士の幻想」
  - 「ザカリウス親方」
  - 「氷のなかの冬ごもり」
  - 「空中の悲劇」
  - 「フランス人による40番目のモンブラン登頂」（弟ポール・ヴェルヌの手が入った作品、改訂版では割愛）
- 『神秘の島』 1874年-1875年、3分冊
- 『チャンセラー号の筏』 1875年
  - 「マルティン・パス」 1875年、前の巻に併録
- 『皇帝の密使ミハイル・ストロゴフ』 1876年、2分冊
  - 「メキシコの悲劇」 1851年、前の巻に併録
- 『彗星飛行』 1877年、2分冊
- 『黒いダイヤモンド』 1877年
- 『十五歳の船長』 1878年、2分冊
- 『インド王妃の遺産』 1879年
  - 「バウンティ号の叛徒たち」 1879年、前の巻に併録
- 『必死の逃亡者』 1879年
- 『蒸気の家』 1880年、2分冊
- 『ジャンガダ』 1881年、2分冊
- 『ロビンソンの学校』 1882年
- 『緑の光線』 1882年
  - 「狩猟の十時間」 1882年、前の巻に併録
- 『頑固者ケラバン』 1883年、2分冊
- 『南十字星』 1884年
- 『エーゲ海燃ゆ』 1884年
- 『アドリア海の復讐』 1885年、3分冊
- 『征服者ロビュール』 1886年
- 『一枚の宝くじ』 1886年
  - 「フリット＝フラック」 1886年、前の巻に併録
- 『北部対南部』 1887年、2分冊
- 『フランスへの道』 1887年
  - 「ジル・ブラルタール」 1887年、前の巻に併録
- 『十五少年漂流記』 1888年、2分冊
- 『名を捨てた家族』 1889年、2分冊
- 『地軸変更計画』 1889年
- 『セザール・カスカベル』 1890年、2分冊
- 『ブラニカン夫人』 1891年、2分冊
- 『カルパチアの城』 1892年
- 『クロディウス・ボンバルナック』 1892年
- 『坊や』 1893年、2分冊
- 『アンティフェール親方の驚くべき冒険』 1894年、2分冊
- 『動く人工島』 1895年、2分冊
- 『悪魔の発明』 1896年
- 『クローヴィス・ダルデントル』 1896年
- 『氷のスフィンクス』 1897年、2分冊
- 『素晴らしきオリノコ河』 1898年、2分冊
- 『ある変人の遺言』 1899年、2分冊
- 『第二の祖国』 1900年、2分冊
- 『空中の村』 1901年
- 『ジャン＝マリ・カビドゥランの物語』 1901年
- 『キップ兄弟』 1902年、2分冊
- 『探検奨学金』 1903年、2分冊
- 『リヴォニアでの惨劇』 1904年
- 『世界の支配者』 1904年
- 『海の侵入』 1905年
- 『地の果ての燈台』 1905年
- 『黄金火山』 1906年、2分冊
- 『トンプソン旅行代理店』 1907年、2分冊
- 『黄金の流星』 1908年
- 『美しき黄なるドナウ』 1908年
- 『ジョナサン号の難破者たち』 1909年、2分冊
- 『ヴィルヘルム・シュトリッツの秘密』 1910年
- 『昨日と今日』 1910年（短編集、収録作は以下の6作）
  - 「ラトン一家の冒険」（1891年）
  - 「レ＝シャープ氏とミ＝フラット嬢」（1893年）
  - 「ジャン・モレナス」（執筆年不明）
  - 「詐欺師」（1863年、息子のミシェルが改稿）
  - 「西暦2889年」（1889年、ミシェルとの合作説あり）
  - 「永遠のアダム」（1905年）
- 『砂漠の秘密都市』 1919年、2分冊